# Joanna Brodzik

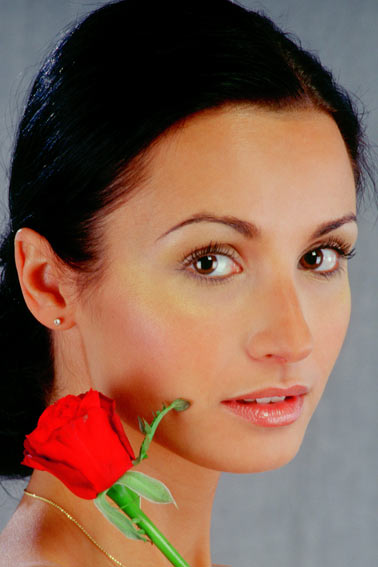
Joanna Brodzik

Joanna Honarata Brodzik (* 11. Januar 1973 in Krosno Odrzańskie) ist eine polnische Schauspielerin.
Im Jahr 1996 beendete sie ihr Studium an der Theaterakademie in Warschau. Sie wurde vor allem durch ihre Rollen in den polnischen Seifenopern Magda M. und Kasia i Tomek bekannt.
Mit ihrem Partner, dem polnischen Schauspieler Paweł Wilczak, hat sie Zwillinge (geboren 2008).

## Auszeichnungen
- Preis der besten Darstellerin (mit Beata Kawka) beim Madrider  Móstoles International Film Festival für die polnische Produktion Jasne blekitne okna (The Skylights)

## Filmografie
- 1996: Dzieci i ryby – Regie: Jacek Bromski
- 1996: Dzień wielkiej ryby – Regie: Andrzej Barański (reżyser)|Andrzej Barański
- 1997: Klan
- 1998: Gabinet terapii ogólnej
- 1998: Złoto dezerterów – Regie: Janusz Majewski
- 1999: Ogniem i mieczem – Regie: Jerzy Hoffman
- 1999: Dobra robota
- 1999–2001: Graczykowie – Regie: Krzysztof Jaroszyński und Ryszard Zatorski
- 2000: Gunblast vodka – Regie: Jean-Louis Daniel
- 2001: Pokrewieństwo – Regie: Marek Nowicki und Wojciech Pacyna
- 2002: Break Point – Regie: Marek Nowicki
- 2002: Der Pianist – Regie: Roman Polański
- 2002–2003: Kasia i Tomek
- 2004: Nigdy w życiu! - Regie: Ryszard Zatorski
- 2004: Siedem grzechów popcooltury – Regie: Doman Nowakowski
- 2005–2007: Magda M. – Regie: Jacek Borcuch, Maciej Dejczer und Krzysztof Lang
- 2005: 1409. Afera na zamku Bartenstein – Regie: Rafał Buks und Paweł Czarzasty
- 2007: Jasne błękitne okna – Regie: Bogusław Linda
- 2009: Po prostu Majka
- 2009: Dom nad rozlewiskiem